# نیوپرت (کارولینای شمالی)
نیوپرت (به انگلیسی: Newport) شهری در ایالت کارولینای شمالی کشور ایالات متحده آمریکا است که جمعیت آن در سرشماری سال ۲۰۱۰ میلادی، ۴٬۱۵۰ نفر بوده‌است.